# 莱昂·叙斯
莱昂·叙斯（法語：Léon Susse，1844年9月23日—1910年4月16日），法国男子帆船运动员。他曾代表法国参加1900年夏季奥林匹克运动会帆船比赛，获得二枚银牌。他于1910年在巴黎去世。